# Liste der Fahnenträger der guatemaltekischen Mannschaften bei Olympischen Spielen
Die Liste der Fahnenträger der guatemaltekischen Mannschaften bei Olympischen Spielen listet chronologisch alle Fahnenträger guatemaltekischer Mannschaften bei den Eröffnungsfeiern Olympischer Spiele auf.

## Liste der Fahnenträger
| Mannschaft             | Veranstaltung | Fahnenträger (EF)   | Fahnenträger (AF)       |
| ---------------------- | ------------- | ------------------- | ----------------------- |
| 1952 in Helsinki       | Sommerspiele  | Doroteo Flores      |                         |
| 1968 in Mexiko-Stadt   | Sommerspiele  | Teodoro Palacios    |                         |
| 1972 in München        | Sommerspiele  | Víctor Castellanos  |                         |
| 1976 in Montreal       | Sommerspiele  | Edgar Tornez        |                         |
| 1980 in Moskau         | Sommerspiele  | Carlos Silva        |                         |
| 1984 in Los Angeles    | Sommerspiele  | Oswaldo Méndez      |                         |
| 1988 in Calgary        | Winterspiele  | Alfredo Rego        |                         |
| 1988 in Seoul          | Sommerspiele  | Carlos Silva        |                         |
| 1992 in Barcelona      | Sommerspiele  | Julio Sandoval      |                         |
| 1996 in Atlanta        | Sommerspiele  | Julio René Martínez |                         |
| 2000 in Sydney         | Sommerspiele  | Attila Solti        |                         |
| 2004 in Athen          | Sommerspiele  | Gisela Morales      | Heidy Juárez            |
| 2008 in Peking         | Sommerspiele  | Kevin Cordón        | Rita Sanz-Agero         |
| 2012 in London         | Sommerspiele  | Juan Ignacio Maegli | Erick Barrondo          |
| 2016 in Rio de Janeiro | Sommerspiele  | Ana Sofía Gómez     | Juan Ignacio Maegli     |
| 2020 in Tokio          | Sommerspiele  | Isabella Maegli     | Charles Fernández       |
| 2020 in Tokio          | Sommerspiele  | Juan Ignacio Maegli | Charles Fernández       |
| 2024 in Paris          | Sommerspiele  | Waleska Soto        | Adriana Ruano           |
| 2024 in Paris          | Sommerspiele  | Kevin Cordón        | Alberto González Mindez |

Anmerkung: (EF) = Eröffnungsfeier, (AF) = Abschlussfeier

## Statistik
| Rang    | Sportart           | EF | AF | ∑  |
| ------- | ------------------ | -- | -- | -- |
| 1       | Schießen           | 6  | 1  | 7  |
| 2       | Leichtathletik     | 3  | 2  | 5  |
| 3       | Segeln             | 3  | 1  | 4  |
| 4       | Moderner Fünfkampf | 0  | 2  | 2  |
| 4       | Badminton          | 2  | 0  | 2  |
| 6       | Gewichtheben       | 1  | 0  | 1  |
| 6       | Reiten             | 1  | 0  | 1  |
| 6       | Schwimmen          | 1  | 0  | 1  |
| 6       | Taekwondo          | 0  | 1  | 1  |
| 6       | Turnen             | 1  | 0  | 1  |
| Gesamt: | Gesamt:            | 18 | 7  | 25 |

| Rang    | Sportart  | EF | AF | ∑ |
| ------- | --------- | -- | -- | - |
| 1       | Ski Alpin | 1  | 0  | 1 |
| Gesamt: | Gesamt:   | 1  | 0  | 1 |

| Rang    | Sportart           | EF | AF | ∑  |
| ------- | ------------------ | -- | -- | -- |
| 1       | Schießen           | 6  | 1  | 7  |
| 2       | Leichtathletik     | 3  | 2  | 5  |
| 3       | Segeln             | 3  | 1  | 4  |
| 4       | Moderner Fünfkampf | 0  | 2  | 2  |
| 4       | Badminton          | 2  | 0  | 2  |
| 6       | Gewichtheben       | 1  | 0  | 1  |
| 6       | Reiten             | 1  | 0  | 1  |
| 6       | Schwimmen          | 1  | 0  | 1  |
| 6       | Ski Alpin          | 1  | 0  | 1  |
| 6       | Taekwondo          | 0  | 1  | 1  |
| 6       | Turnen             | 1  | 0  | 1  |
| Gesamt: | Gesamt:            | 19 | 7  | 26 |